# Consulat général d'Allemagne à Istanbul
Le consulat général d'Allemagne à Istanbul est le consulat de l'Allemagne à Istanbul en Turquie.
Le consulat général abritait jusqu'en 1928 l'ambassade du Reich allemand. Il se situe sur la place Taksim. En plus du consulat général d'Allemagne et des quartiers d'habitation du consul général, le bâtiment abrite un département de l'Institut archéologique allemand.

## Histoire
Après la fondation de l'Empire allemand en 1871, le gouvernement allemand décide d'établir une ambassade dans ce qui est alors Constantinople, la capitale de l'Empire ottoman. La Sublime Porte offre des parcelles pour construire une mission diplomatique, dont une partie d'un ancien cimetière à l'extérieur du centre-ville sur la place Taksim. Le 15 mai 1874, l'acquisition d'environ 10 000 m2 de terrain (plus tard agrandi) pour 95 015 thalers est actée. L'exigence du sultan est de préserver et de soigner le tombeau de saint Silahtar Ali Agha.
Le 4 décembre 1874, Albert Kortüm prend la direction du site après la mort de son prédécesseur Göbbels. Le palais de l'ambassade (le premier du Reich allemand) est construit dans le style classique. L'ambassade a six étages (dont deux niveaux de sous-sol), ce qui a une similitude avec un palazzo. Sur le toit, on installe des aigles de pierre, ce qui donne au bâtiment, contrairement aux plans originaux d'amener les armoiries des états allemands, un caractère nettement prussien. Les aigles sont démantelés pendant la Première Guerre mondiale et ont depuis disparu. Sur le terrain de l'ambassade se trouvent aussi une écurie et un garage. L'intérieur est de style néo-Renaissance, avec des tapisseries rouges et des décorations en stuc. Le premier ambassadeur, Henri VII Reuss de Köstritz, décore selon son propre choix, mais en raison des ressources limitées, certaines pièces sont laissées inachevées. Ce bâtiment détonne dans une zone résidentielle caractérisée par des maisons en bois plus simples.
Le 1er décembre 1877, l'ambassadeur d'Allemagne, le prince Reuss, inaugure la première ambassade de l'empire. Le bâtiment a une superficie de près de 10 000 m2 et un volume total de 55 000 m3, environ 80 personnes travaillent à l'ambassade.
Au cours des trois décennies suivantes, les relations avec l'Empire ottoman s'améliorent considérablement, notamment grâce à la mission militaire allemande dans l'Empire ottoman, à la construction du chemin de fer Berlin-Bagdad et à l'ambassadeur Adolf Marschall von Bieberstein. De 1908 à 1918, le journal Osmanischer Lloyd est publié à l'initiative de l'ambassade. L'empereur Guillaume II est particulièrement préoccupé par les relations germano-turques et fait une première visite à Constantinople en 1889, un an après son entrée en fonction. Otto von Bismarck est très critique de l'intérêt de l'empereur pour l'Orient, parce qu'il ne veut pas se mettre à dos la Grande-Bretagne, la France et la Russie. La visite est assez courte, c'est pourquoi le sultan Abdülhamid II héberge le couple impérial à Şale Köşkü, à l'origine un chalet en bois suisse, sommairement agrandi par des portes en bois du palais Çirağan.
Pour le deuxième voyage en 1898, sur le Bosphore, on organise un défilé de la flotte, que l'empereur regarde d'abord de son bateau SMY Hohenzollern et plus tard du toit-terrasse de l'ambassade.
Le troisième et dernier voyage de l'empereur à Istanbul a lieu en 1917 pour défendre les alliés de la Confédération pendant la Première Guerre mondiale. L'année précédente, un portrait de l'empereur Guillaume en uniforme ottoman est fait par un pacha, qui est un cadeau de Guillaume II au sultan Mehmed V. Cependant, en raison du tumulte de la guerre, il reste à l'ambassade et décore la salle de bal.
La fin de la Triple-Entente est la fin de la relation germano-turque. La légation de Suède occupe le bâtiment en tant qu'organe représentatif. Quand Istanbul est libérée par le général Mustafa Kemal Atatürk le 23 août 1923, les relations avec le Reich allemand, devenu entre-temps république, reprennent. Le 29 octobre, Atatürk proclame la République turque et estime que les réformes souhaitées ne pourront pas être réalisées à Istanbul, l'ancienne résidence du sultan. Par conséquent, Ankara est déclarée la capitale et tous les ambassades déménagent, dont l'Allemagne. La relocalisation de l'ambassade d'Allemagne est retardée jusqu'en 1928 et ce n'est que le 4 juin 1931 que la mission diplomatique allemande reprend le travail à Istanbul en tant que consulat général.
À la fin de la Seconde Guerre mondiale, en 1944, les relations sont rompues à la demande des Alliés. La Suisse prend cette fois le rôle de la représentation du pouvoir protecteur.
Après la création de la République fédérale d'Allemagne en 1949, le consulat général rouvre le 24 octobre 1950 et est l'une des premières missions diplomatiques de l'après-guerre. Jusqu'en 1953, les missions sont effectuées dans des locaux loués à Üsküdar avant que le président des finances d'Istanbul rende le bâtiment de l'ambassade à l'État allemand. En 1954, Konrad Adenauer visite le consulat général lors de son voyage en Turquie.
De 1983 à 1989, une rénovation complète a lieu, la façade, les fenêtres et les portes, ainsi que les plafonds en stuc sont restaurés en respectant l'original.
Le 10 septembre 2001, un partisan de l'organisation clandestine interdite DHKP-C commet une attaque suicide devant le consulat général d'Allemagne à Istanbul. Deux policiers turcs sont morts et 20 personnes sont blessées.

## Résidence d'été de Tarabya

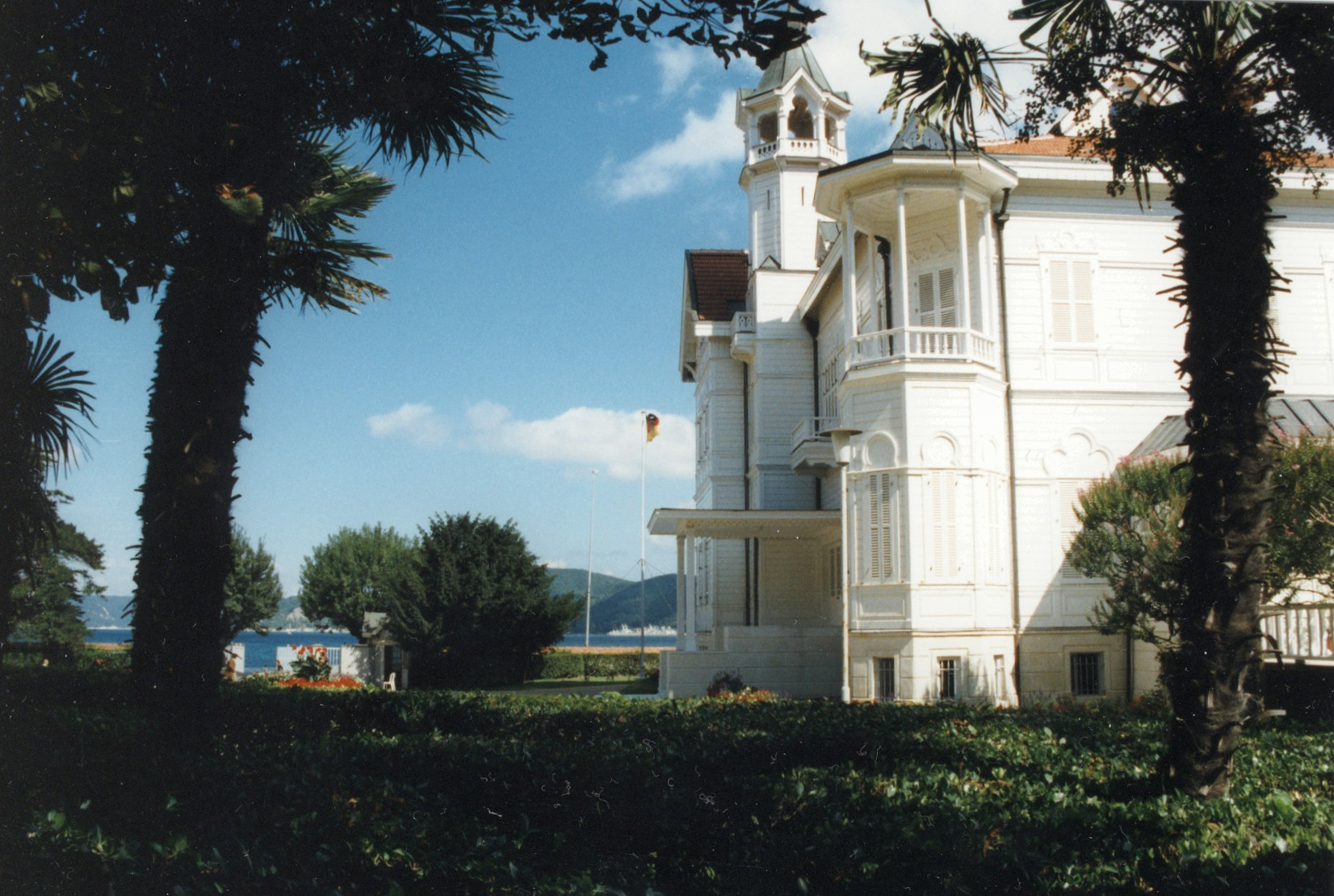
La résidence d'été de Tarabya.

Situé à Tarabya, à 15 km au nord du centre d'Istanbul, où beaucoup de riches Ottomans ont leurs Yalı au XIXe siècle, il y a la résidence d'été de l'ambassadeur impérial construite dans le style de l'architecture en bois du Bosphore.
En 1880, Abdülhamid II donne à l'ambassade d'Allemagne un terrain dans la zone résidentielle noble du Bosphore, où une résidence d'été doit être construite. Le 4 février 1885, le Reichstag approuve les plans et ordonne la mise à disposition de fonds pour la vente.
Dès 1882, l'architecte français Alphonse Cingria crée les premiers plans, qui sont révus et modifiés de manière significative par Wilhelm Dörpfeld qui demande un yalı. De 1885 à 1887, la résidence d'été est construite sous la direction d'Armin Wegner.
En 1915, un cimetière militaire (d'abord un « cimetière commémoratif de la Marine ») est créé dans le parc d'environ 18 hectares où sont enterrés l'ambassadeur Hans Freiherr von Wangenheim et le maréchal Colmar von der Goltz. La conception artistique du cimetière est attribuée en 1917 au sculpteur Georg Kolbe qui crée la sculpture du monument aux morts.

## Lise des ambassadeurs à Istanbul
- 1877–1878 : Henri VII Reuss de Köstritz
- 1878–1882 : Paul von Hatzfeldt
- 1882–1892 : Joseph Maria von Radowitz
- 1892–1895 : Hugo von Radolin
- 1895–1897 : Anton Saurma von der Jeltsch
- 1897–1912 : Adolf Marschall von Bieberstein
- 1912–1915 : Hans Freiherr von Wangenheim
- 1915–1916 : Paul von Wolff-Metternich
- 1916–1917 : Richard von Kühlmann
- 1917–1918 : Johann Heinrich von Bernstorff
- 1918–1924 : Pas de représentation diplomatique
- 1924–1933 : Rudolf Nadolny (jusqu'en 1928 à Istanbul)

## Source, notes et références
- (de) Cet article est partiellement ou en totalité issu de l’article de Wikipédia en allemand intitulé « Deutsches Generalkonsulat Istanbul » (voir la liste des auteurs).